# La Voz de Canarias Libre
La Voz de Canarias Libre va ser una emissora de ràdio que va començar a emetre des d'Alger el 1975 per a les illes Canàries. Es va convertir en el mitjà de difusió de l'organització independentista i socialista Moviment per l'Autodeterminació i Independència de l'Arxipèlag Canari (MPAIAC). En un programa nocturn diari d'una hora, transmetia en ona mitjana, llarga i curta i podia ser sintonitzada a Canàries, Europa, Amèrica i Austràlia.
La nit del 2 de desembre de 1975, alhora que Marroc i Mauritània ocupaven el Sàhara Occidental després de l'Acord tripartit de Madrid, va començar a emetre amb Antonio Cubillo des del seu exili a Alger. El govern d'Algèria va donar suport a la iniciativa de Cubillo d'utilitzar els estudis gestionats pels sahrauís del Front Polisario i el seu govern a l'exili.
Després de la intervenció dels serveis d'intel·ligència espanyols, arribant a perpetrar un intent d'assassinat a Antonio Cubillo l'abril de 1978, el govern algerià va ordenar la fi de les emissions. A l'estiu de 2008, el partit Congrés Nacional de Canàries va refundar-la amb el nom de La Nueva Voz de Canarias Libre a través d'internet.